# Jasnowo (SIMC 0081607)
Jasnowo – kolonia w Polsce, położona w województwie pomorskim, w powiecie chojnickim, w gminie Chojnice. 
Miejscowość wchodzi w skład sołectwa Kłodawa.
W latach 1975–1998 miejscowość administracyjnie należała do województwa bydgoskiego.

## Kolonie o nazwie Jasnowo w gminie Chojnice
W gminie Chojnice istnieją dwie miejscowości podstawowe typu kolonia o nazwie Jasnowo. Niniejszy artykuł dotyczy kolonii, która posiada identyfikator SIMC 0081607. Drugą z nich jest kolonia Jasnowo, która posiada identyfikator SIMC 0081760.